# Mickey Harte
Pour les articles homonymes, voir Harte.
Mickey Harte est un chanteur irlandais né en 1973 à Lifford.
En 2003, il participe à la version irlandaise de Star Academy (You're a Star) et il est sélectionné pour représenter l'Irlande au Concours Eurovision de la chanson en 2003 avec la chanson We've got the world où il termine 11e.